# Hågahögen
Hågahögen, aussi appelé Haut de Björn ou Haut du roi Björn, est un tumulus situé à l'ouest de la ville d'Uppsala, en Suède. Il atteint 7 mètres de haut pour 45 m de diamètre, et date du XIe siècle av. J.-C. Il est considéré comme le site le plus important datant de l'âge du bronze en Scandinavie.

## Histoire
Le tumulus est exhumé par Oscar Almgren et par le roi Oscar II, en 1902-1903. On  y trouve un cairn recouvrant une chambre funéraire. Le cercueil contient les restes d'un homme de petite taille, une épée de l'âge de bronze, un rasoir, deux broches et un certain nombre d'autres objets de bronze.
Le roi Björn vivait là vers le IXe siècle apr. J.-C., et n'est donc pas l'homme enterré. Il est appelé[Quand ?] Björn de Haugi en référence au tumulus ; puis[Quand ?] la référence s'est inversée et c'est le tumulus qui a pris le nom du roi[réf. nécessaire].